# 천도교 대신사출세백년기념관
천도교 대신사출세백년기념관은 대한민국의 철거된 건축물이다. 
천도교 교조인 최제우(대신사)의 탄생 100년을 기념하여 1924년에 건축이 시작되었고, 1925년 1월 27일부터 일반에 공개되었다. 성신여학교(훗날의 성신여자대학교)와 동아공과대학(훗날의 한양대학교)이 이 건물에서 개교하기도 하였다.